# Грушевська Катерина Михайлівна
Грушевська Катерина Михайлівна (21 червня 1900, Львів — 30 березня 1943, Темлаг) — етносоціолог, фольклорист, етнограф, культуролог, перекладач з європейських мов, член київського товариства «Просвіта» (1918), секретар Українського соціологічного інституту (УСІ; 1919–24), дійсний член НТШ у Львові (1927), вчена секретар Культурно-історичної комісії при ВУАН та Комісії історії пісенності Науково-дослідної кафедри історії України при ВУАН (1924–30), керівник Кабінету примітивної культури та народної творчості при ВУАН (1925–30), редактор журналу «Первісне громадянство та його пережитки на Україні» (1926—1930).

## Дитинство, молоді роки

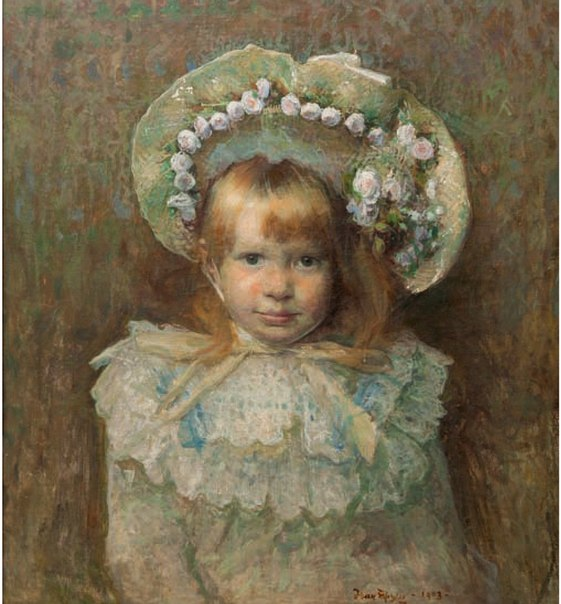
Катерина Грушевська (1903). Худ. Іван Труш

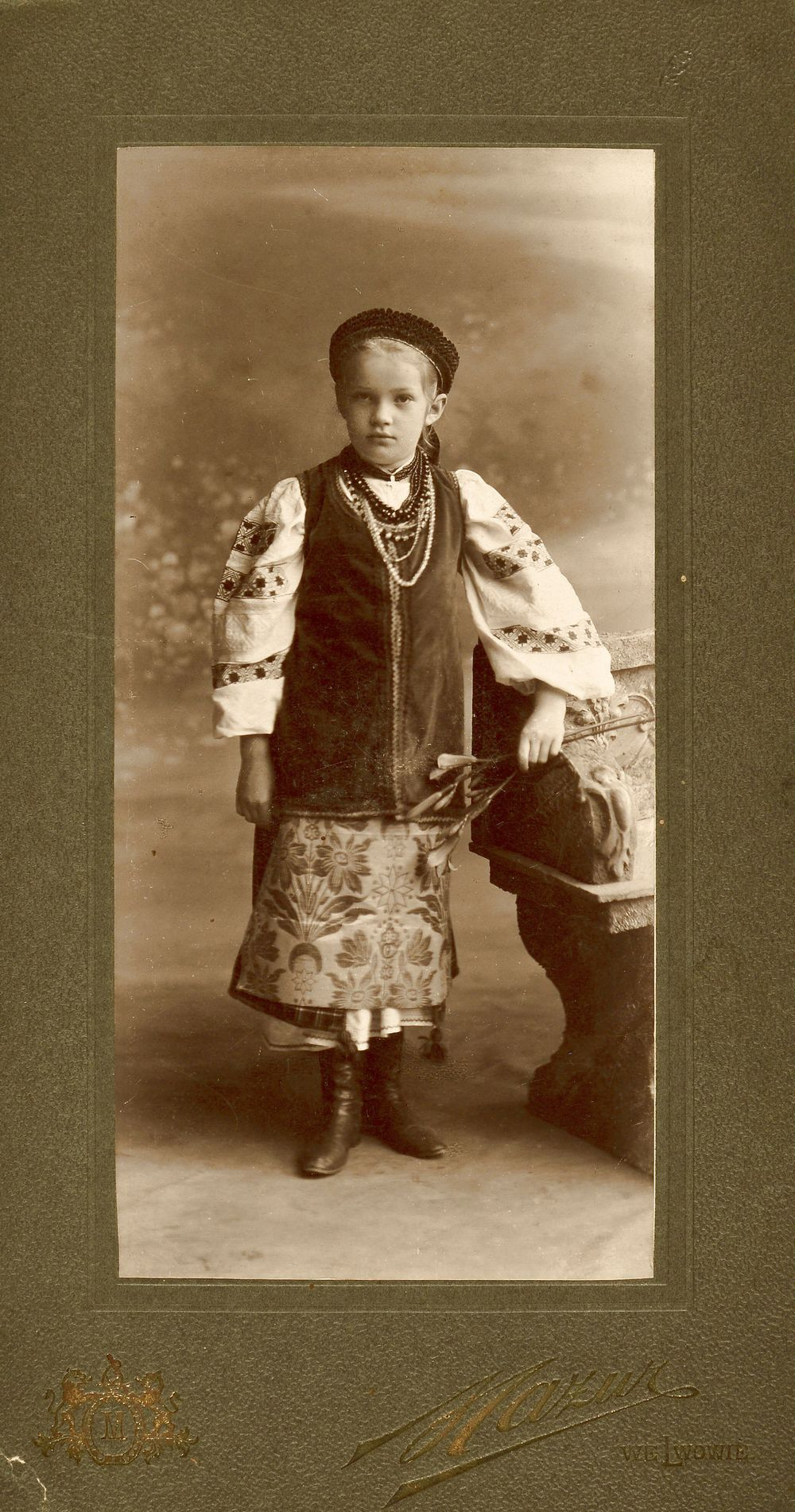
Катерина Грушевська (1907—1908)

Народилася Катерина Грушевська 21 червня 1900 р. у Львові (Королівство Галичини та Володимирії, Австро-Угорщина, нині Львівська область, Україна). Була єдиною дитиною Михайла Сергійовича і Марії-Іванни Сильвестрівни Грушевських. Її охрестили за греко-католицьким обрядом у церкві Св. Апостолів Петра і Павла, де реєстрували свій шлюб батьки.
Росла, виховувалася і формувалася в родині вченого-історика і педагога-перекладача, національну свідомість увібрала з ранніх років. Хворіла на (сухоти) і тому вчилася вдома. Основну турботу про початкове навчання дочки взяла на себе мати — педагог, знавець багатьох іноземних мов.
Перша світова війна застала Грушевських у Карпатах на відпочинку. М. Грушевський уже не повернувся до Львова, виїхав до Відня, окружними дорогами добирався до Києва, де на нього чекав арешт і обвинувачення у зв'язках з правлячими колами Австро-Угорщини, передовсім підозри у т. зв. мазепинстві. У лютому 1915 р. його висилають у Симбірськ, згодом за клопотанням російських академіків переводять до Казані, потім до Москви під «явний нагляд поліції». Відтоді дружина з дочкою розділяли з ученим заслання та часті переїзди.
Попри стан здоров'я, перенесені часті хвороби, переїзди та різні життєві перипетії Катерина Грушевська друкує перші публікації в галузі літературної критики, вступає до Київського університету (згодом в еміграції навчалася у Женевському університеті).

## Наукова діяльність
Заняття історією, етнографією, первісною культурою визначило коло її зацікавлень, профіль наукових пошуків. Формування К. Грушевської як науковиці відбувалося на міцному підмурівку наполегливих студій, на доброму знанні іноземних мов, усебічному вивченні «в оригіналі» європейської та світової культури, воно шліфувалося на знанні найновіших методик соціологічної науки. Саме в царині культури й етнології К. Грушевська мала широкі знання.
Ще в еміграції К. Грушевська включилась до роботи Українського соціологічного інституту (Відень). Про творчі зацікавлення вченої засвідчила її перша серйозна наукова праця «Примітивні оповідання, казки та байки Африки та Америки» (1923), де автор однією з перших звернулася до міфологічних основ фольклору, дійшла до осмислення глибин міфологічного мислення.
Із поверненням 1924 р. в Україну розпочала К. Грушевська науково-дослідну роботу у створених М. Грушевським історичних установах: Історично-філологічного відділення ВУАН, де працювала штатною науковою співробітницею Культурно-історичної Комісії та Комісії історичної пісенності Науково-дослідної кафедри ВУАН, була керівницею Кабінету примітивної культури, незмінним редактором часопису «Первісне громадянство і його пережитки в Україні». В останній інституції приклала багато зусиль для дослідження первісних форм культури, збирання, опрацювання та підготовки до видання пам'яток українського фольклору. Результатом наукових пошуків ученої були етнологічні публікації у відновленому журналі «Україна», «Записках НТШ», численних випусках квартальника «Первісне громадянство та його пережитки в Україні» (1926–1929 рр.). Свідченням творчої зрілості вченої став вихід у світ збірника «З примітивної культури: Розвідки та доповіді» (1924). Ще одним здобутком К. Грушевської-вченої був її внесок у дослідження українського героїчного епосу (думи) та її носіїв (кобзарів). Вона вважала думи неоціненним народним скарбом, що заслуговує всебічного вивчення, вимагає збереження, навіть рятування. Саме їй належить ідея видання багатотомового корпусу дум (побачили світ два томи — 1927 і 1931 рр.). І до сьогодні це — найповніше, найґрунтовніше серед усіх видань українського епосу, з яким «не могло зрівнятися жодне наступне видання» (Ф. Колесса).

## Особисте життя

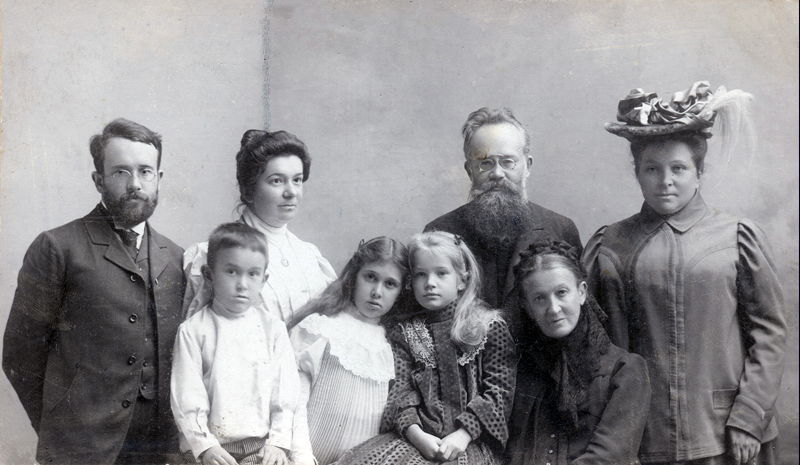
У такому складі родина Грушевських придбала Паньківську, 9. Стоять: Олександр, Ганна, Михайло, Марія. Сидять: Сергій та Ольга Шамраєви, Катерина, Глафіра Захаріївна. Грудень 1906 р.

Її нареченим був молодий амбітний політик Олександр Севрюк. Однак після втрати впливу батьком на український політикум, той стосунки з нею розірвав.
Згодом вийшла заміж за історика єврейського чи то караїмського походження Йосипа Гермайзе.
Дітей не мала.

## Переслідування, останні роки життя
Потім почалися цькування й арешти українських учених, нависла небезпека і над самим Михайлом Грушевським як «українським буржуазним істориком», над Катериною Грушевською як «представницею української буржуазної етнології та фольклористики». 1931 року Михайло Грушевський виїжджає до Москви у «почесне вигнання», а з ним поїхала й дочка Катерина. Так тривало до самої смерті Михайла Грушевського, коли він несподівано пішов із життя 24 листопада 1934 р. Несподіваними були й організація похорону «за рахунок держави», закріплення за родиною житлової площі (у власному ж будинку по вул. Паньківській, 9), призначення персональної пенсії сім'ї, а також академічного постачання. Грушевську згідно з рішенням Президії ВУАН запрошено в новостворену комісію «для вивчення наукової спадщини академіка Михайла Грушевського». Катерина Грушевська ще встигає підготувати до видання 10 том «Історії України-Руси», 6 том «Історії української літератури» М. Грушевського. Та 10 липня 1938 р. органи НКВС арештували її в Києві (у час загострення легеневої хвороби), кинули до камери спочатку на вул. Інститутській, щоб там — а згодом у Лук'янівській в'язниці — пройти довгі місяці слідства і допитів.
Офіційною підставою для арешту Катерини Грушевської та її звинувачення в участі в «антирадянській українській організації» стало свідчення Костянтина Штепи (професора Київського університету, що відвідував Грушевських після 1934 р. в Києві, до того бував і в Москві, виконуючи насправді роль провокатора).
15–16 квітня 1939 р. (через дев'ять місяців і шість днів від дня арешту) на закритому судовому засіданні Військового трибуналу Київського Особливого Військового Округу (КОВО) «без допущения защитников» Катерина Грушевська фактично відмовилася від своїх свідчень на попередньому слідстві, заявивши, що низка свідчень «слідством записана не досить вірно» і вимагає додаткових уточнень.
Військовий трибунал визнав Грушевську винною у сприянні антирадянській діяльності української націоналістичної організації з метою «встановлення фашистської диктатури». Її позбавлено волі у виправно-трудовому таборі терміном на вісім років з «поражением прав» на п'ять років та конфіскацією особистого майна.
Із зізнань Ольги Грушевської достовірно відомо, що в липні 1940 р. Катерину Грушевську відправили у Владивосток, де проводили повторне слідство, а в 1941 р. перед самою війною вона написала матері в Москву, що була на допиті в прокурора і скоро повернеться в Київ. Проте у зв'язку з воєнними діями була відправлена на «жительство» в Уфу. Після війни якийсь Середа сповістив Ольгу Грушевську, що Катерина Грушевська померла в Новосибірську. За документами КДБ померла вона 30 березня 1943 р. в Темлазі, поховано її в Новосибірську.

## У літературі
Українська письменниця Оксана Забужко написала вірша «Портрет К. М. Грушевської в юності»

## Вшанування пам'яті
27 жовтня 2022 року у Києві з'явилася вулиця її імені.